# Fucheu
Fucheu ou Fuzhou (em chinês: 福州; romaniz.: Fúzhōu (pinyin)) é a capital da província de Fuquiém, na China. Situa-se a 40 km da costa, no delta do Rio Min. De acordo com os censos de 2018, tem uma população de 7.740.000 habitantes.
Foi fundada no século II a.C., fazendo parte da China desde o século VI.
Foi visitada pelo cronista português, Galiote Pereira, em 1549, tendo feito menção dela na sua obra «Algumas Cousas Sabidas da China».

## Subdivisões
| Mapa                   | Nome      | Nome em Chinês | Fushaw romanizado | População (censos 2010) | Área (km²) | Densidade (/km²) |
| ---------------------- | --------- | -------------- | ----------------- | ----------------------- | ---------- | ---------------- |
|                        |           |                |                   |                         |            |                  |
| Distritos              | Distritos | Distritos      | 2,921,763         | 1,015.07                | 2878.39    |                  |
| ■ Distrito de Gulou    | 鼓楼区    | Gū-làu         | 687,706           | 36.60                   | 18,790     |                  |
| ■ Distrito de Taijiang | 台江区    | Dài-gĕng       | 446,891           | 18.28                   | 24,447     |                  |
| ■ Distrito de Cangshan | 仓山区    | Chŏng-săng     | 762,746           | 139.41                  | 5,471      |                  |
| ■ Distrito de Mawei    | 马尾区    | Mā-muōi        | 231,929           | 254.33                  | 912        |                  |
| ■ Distrito de Jin'an   | 晋安区    | Céng-ăng       | 792,491           | 566.45                  | 1,399      |                  |
| Condados               | Condados  | Condados       | 2,276,143         | 8488.27                 | 268.15     |                  |
| ■ Condado de Minhou    | 闽侯县    | Mìng-âu        | 662,118           | 2,133.03                | 310        |                  |
| ■ Condado de Lianjiang | 连江县    | Lièng-gŏng     | 1 630 000         | 1,190.67                | 472        |                  |
| ■ Condado de Luoyuan   | 罗源县    | Lò-nguòng      | 207,677           | 1,081.17                | 192        |                  |
| ■ Condado de Minqing   | 闽清县    | Mìng-chiăng    | 237,643           | 1,468.90                | 162        |                  |
| ■ Condade de Yongtai   | 永泰县    | Īng-tái        | 249,455           | 2,243.41                | 111        |                  |
| ■ Condado de Pingtan   | 平潭县    | Bìng-tàng      | 357,760           | 371.09                  | 964        |                  |
| Cidades                | Cidades   | Cidades        | 1,917,464         | 2,649.97                | 723.58     |                  |
| ■ Cidade de Changle    | 长乐市    | Diòng-lŏh      | 682,626           | 717.54                  | 951        |                  |
| ■ Cidade de Fuqing     | 福清市    | Hók-chiăng     | 1,234,838         | 1,932.43                | 639        |                  |
| Total                  | Total     | Total          | 7,115,370         | 12,153.31               | 585.47     |                  |